# كأس إسكتلندا 1936–37
كأس اسكتلندا 1936–37 (بالإنجليزية: 1936–37 Scottish Cup)‏ هو موسم من كأس اسكتلندا. فاز فيه نادي سلتيك.